# Выборы в Законодательное собрание Тверской области (2021)
Выборы в Законодательное собрание седьмого созыва состоялись в Тверской области 19 сентября 2021 года в единый день голосования одновременно с выборами губернатора и выборами в Государственную думу.  По решению ЦИК РФ голосование проводилось три дня подряд — 17, 18 и 19 сентября 2021 года.
Избирались 40 депутатов по смешанной избирательной системе. 20 депутатов избирались по партийным спискам (пропорциональная система) для которых установлен 5%-й барьер, а распределение мест между списками, получившими более 5% голосов, происходит по формуле. Другие 20 депутатов избирались по одномандатным округам (мажоритарная система), побеждает набравший большинство голосов. Срок полномочий — пять лет.
На 1 января 2021 года в области было зарегистрировано 1 039 675 избирателей, из которых около 31,3 % (325 291 избирателей) в Твери.
Избирательная комиссия Тверской области состоит из 14 членов с правом решающего голоса. Действующий состав сформирован в мае 2016 года на 5 лет. Председатель избирательной комиссии — Валентина Дронова (с июля 2011 года, переизбрана в мае 2016 года).

## Ключевые даты
- в середине июня депутаты заксобрания Тверской области назначат выборы на дату единого дня голосования — 19 сентября 2021 года
- затем избирательная комиссия публикует расчёт числа подписей, необходимых для регистрации кандидата (следующие 3 дня после официальной публикации решения о назначении выборов)
- с середины июня по середину июля — период выдвижения кандидатов и списков кандидатов (через 5-35 дней после официальной публикации решения о назначении выборов)
- по начало августа — период регистрации списков кандидатов и кандидатов по округам (не позднее чем через 40 дней после дня официального опубликования решения о назначении выборов)
- с 21 августа по 17 сентября — период агитации в СМИ
- 18 сентября — день тишины
- 19 сентября — день голосования

## Кандидаты

### По партийным спискам
По единому округу партии выдвигали списки кандидатов. Без сбора подписей избирателей могли выставить списки кандидатов партии, чей список прошёл в Государственную думу на последних выборах либо получил не менее 3 % в голосов избирателей, а также те, чей список прошёл в заксобрание на последних выборах либо получил не менее 3 % в голосов избирателей. Это 5 партий: «Единая Россия», «Яблоко», КПРФ, ЛДПР и «Справедливая Россия». Остальным партиям для регистрации выдвигаемого списка требовалось собрать от 2688 до 2956 подписей (0,5 % от числа избирателей).
В период регистрации списки кандидатов выдвинули 9 партий. В середине августа облизбирком зарегистрировал 8 партий: 5 партий без сбора подписей и 3 партии с подписями. Партии «Новые люди» было отказано в регистрации из-за недостаточного количества подписей избирателей. Партия подала иск в Тверской областной суд.
| Партия                                       | Общая часть списка от 1 до 5 кандидатов                                 | Региональных групп | Кандидатов в списке | Статус списка       |
| -------------------------------------------- | ----------------------------------------------------------------------- | ------------------ | ------------------- | ------------------- |
| «Единая Россия»                              | И. М. Руденя В. А. Васильев Ю. В. Саранова А. Н. Епишин Л. Н. Корниенко |                    |                     | Зарегистрирован     |
| КПРФ                                         | Л. Ф. Воробьёва А. А. Истомин А. С. Гончаров                            |                    |                     | Зарегистрирован     |
| «Справедливая Россия — Патриоты — За правду» | А. В. Чепа Э. Н. Белых С. А. Юровский Л. У. Волкова                     |                    |                     | Зарегистрирован     |
| «Партия пенсионеров»                         | А. А. Гришин А. Е. Ковалев П. В. Бархатов Г. И. Дерков И. В. Ильин      |                    |                     | Зарегистрирован     |
| ЛДПР                                         | В. В. Жириновский Л. Н. Булатов П. В. Королев Д. В. Карпов              |                    |                     | Зарегистрирован     |
| «Коммунисты России»                          | М. А. Сурайкин И. Ю. Клейменов А. Г. Лебедева                           |                    |                     | Зарегистрирован     |
| «Родина»                                     | Е.И. Гончарова В. Н. Дешёвкин В. М. Ларин                               |                    |                     | Зарегистрирован     |
| «Яблоко»                                     | А. С. Сорокин В. С. Барастов М. В. Белова А. Г. Гулян Л. К. Самошкина   |                    |                     | Зарегистрирован     |
| «Новые люди»                                 | А. И. Борисов П. В. Яковлев Д. Н. Левшуков И. С. Конуркин М. К. Зверев  |                    |                     | Отказ в регистрации |

### По округам
Тверская область разделена на 20 избирательных округов. Схема одномандатных избирательных округов была принята в декабре 2015 года сроком на 10 лет. В декабре 2020 года в схему были внесены изменения.
По 20 одномандатным округам кандидаты выдвигаются как партиями, так и путём самовыдвижения. Для регистрации требуется собрать 3 % подписей от числа избирателей соответствующего одномандатного округа.
| № округа | Территория округа | Избирателей в 2015 году | Депутат прошлого созыва                      | Кандидаты |
| -------- | --- | ----------------------- | -------------------------------------------- | --------- |
| 1        | - частично Заволжский район Твери | 58 012                  | Сергей Козлов, ЕР                            |           |
| 2        | - частично Заволжский район Твери | 59 098                  | Олег Лебедев, ЕР                             |           |
| 3        | - Центральный район Твери - частично Московский район Твери - частично Пролетарский район Твери                                                  | 51 939                  | Екатерина Глебова, ЕР                        |           |
| 4        | - частично Московский район Твери | 52 434                  | Александр Клиновский, ЕР                     |           |
| 5        | - частично Пролетарский район Твери | 54 585                  | Ирина Колесникова, ЕР                        |           |
| 6        | - частично Московский район Твери - частично Пролетарский район Твери                                                                            | 55 900                  | Антон Секержицкий, ЕР                        |           |
| 7        | - частично Конаковский район | 58 437                  | Денис Дородных, ЕР                           |           |
| 8        | - Калининский район - частично Конаковский район                                                                                                 | 59 667                  | Константин Буевич, ЕР                        |           |
| 9        | - частично Вышневолоцкий городской округ | 52 983                  | Артур Бабушкин, ЕР                           |           |
| 10       | - Лихославльский район - Рамешковский район - Спировский район - частично Вышневолоцкий городской округ                                          | 51 736                  | Станислав Петрушенко, ЕР                     |           |
| 11       | - Ржев, Ржевский район | 58 607                  | Роман Крылов, ЕР → Андрей Белоцерковский, ЕР |           |
| 12       | - Кимры, Кимрский район | 52 528                  | Андрей Епишин, ЕР→ Антонина Нестерова, ЕР    |           |
| 13       | - Торжок, Торжокский район | 51 994                  | Максим Пилюшкин, ЕР                          |           |
| 14       | - Лесной муниципальный округ - Максатихинский район - Молоковский район - Удомельский городской округ                                            | 55 946                  | Александр Кушнарев, ЕР                       |           |
| 15       | - Бологовский район - ЗАТО Озёрный - Кувшиновский район - Фировский район                                                                        | 59 385                  | Александр Тягунов, ЕР                        |           |
| 16       | - Бежецкий район - Весьегонский муниципальный округ - Краснохолмский муниципальный округ - Сандовский муниципальный округ                        | 55 320                  | Владимир Данилов, ЕР                         |           |
| 17       | - Бельский район - Жарковский район - Западнодвинский муниципальный округ - Нелидовский городской округ - частично Торопецкий район              | 50 578                  | Руслан Лебедев, ЕР                           |           |
| 18       | - Андреапольский муниципальный округ - ЗАТО Солнечный - Осташковский городской округ - Пеновский муниципальный округ - частично Торопецкий район | 54 097                  | Ирина Шереметкер, ЕР                         |           |
| 19       | - Калязинский район - Кашинский городской округ - Кесовогорский район - Сонковский район                                                         | 53 282                  | Сергей Веремеенко, ЕР→ Алексей Рыкин, ЕР     |           |
| 20       | - Зубцовский район - Оленинский муниципальный округ - Селижаровский муниципальный округ - Старицкий район                                        | 53 015                  | Сергей Голубев, ЕР                           |           |

## Результаты
22 сентября избирательная комиссия опубликовала результаты выборов и распределила 20 депутатских мандатов по областному избирательному округу. Из 8 партий только 5 преодолели 5%-й барьер. Мандаты были распределены следующим образом: «Единая Россия» — 9, КПРФ — 5, ЛДПР — 3, «Справедливая Россия — Патриоты — За правду» −3, «Партия пенсионеров» — 1. 
После распределения мандатов среди партий последовала их передача кандидатам. В «Единой России» от мандатов отказались лидеры списка: губернатор Тверской области И. М. Руденя, т.к. переизбран губернатором; советник президента РФ В. А. Васильев, так как избран депутатом Госдумы по округу 180 (Тверская область); директор АНО «МыВместе» Ю. В. Саранова, так как избрана депутатом Госдумы по округу 178 (Тверская область). Мандаты передали Юрию Цеберганову (№ 1, Нелидовский избирательный округ № 17), Андрею Николашкину (№ 1, Бежецкий избирательный округ № 16), Сергею Веремеенко (№ 1, Кашинский избирательный округ № 19). Однако депутат Госдумы С. А. Веремеенко на выборах вновь был избран депутатом Госдумы по списку «Единой России» и отказался от мандата депутата заксобрания. Мандат передали Валерию Шкилю (№ 2, Кашинский избирательный округ № 19 территориальная группа № 19).
В ЛДПР от мандата отказался лидер списка депутат Госдумы Владимир Жириновский. Мандат был передан Дмитрию Карпову (№4 областная часть списка).
В СЗРП от мандата отказался лидер списка депутат Госдумы Алексей Чепа. Мандат был передан Сергею Юровскому, но он также отказался. Далее мандат передали Лилии Волковой (№ 4, областная часть списка).
| Партия                     | Партия                     | Голоса    | %       | Мест |
| -------------------------- | -------------------------- | --------- | ------- | ---- |
|                            | «Единая Россия»            | 152 254   | 35,43 % | 9    |
|                            | КПРФ                       | 92 574    | 21,54 % | 5    |
|                            | ЛДПР                       | 48 276    | 11,23 % | 3    |
|                            | СРЗП                       | 47 910    | 11,15 % | 2    |
|                            | «Партия пенсионеров»       | 25 822    | 6,01 %  | 1    |
|                            |                            |           |         |      |
|                            | «Родина»                   | 21 357    | 4,97 %  | 0    |
|                            | «Коммунисты России»        | 18 596    | 4,33 %  | 0    |
|                            | «Яблоко»                   | 7795      | 1,81 %  | 0    |
| Действительные бюллетени   | Действительные бюллетени   | 414 584   | 96,46 % |      |
| Недействительные бюллетени | Недействительные бюллетени | 15 201    | 3,54 %  |      |
| Всего бюллетеней в ящиках  | Всего бюллетеней в ящиках  | 429 785   | 100 %   |      |
|                            |                            |           |         |      |
| Явка избирателей           | Явка избирателей           | 430 379   | 41,73 % |      |
| Общее число избирателей    | Общее число избирателей    | 1 031 353 |         |      |